# Leogorgon
Leogorgon (en griego "león gorgona") es un género extinto de sinápsidos terápsidos carnívoros pertenecientes a la familia Gorgonopsidae cuyos miembros vivieron a finales del periodo Pérmico en lo que hoy es Rusia. El género Leogorgon se encuentra representado hasta el momento por una única especie: L. kilmovensis.

## Descubrimiento
Leogorgon fue descubierto en el área del río Dvina, en el Óblast de Vólogda en la Rusia europea, y fue descrito por primera vez por M. Ivakhnenko en el año 2003.